# Hagelschloss
Das Hagelschloss (französisch Château du Hagelschloss), ursprünglich Burg Waldsberg, ist die Ruine einer mittelalterlichen Höhenburg in den elsässischen Vogesen. Sie gehört zur Gemeinde Ottrott im Département Bas-Rhin.

## Lage
Das Hagelschloss liegt als Spornburg auf 588 Meter Höhe auf einem Buntsandsteinfelsen an der nördlichen Spitze des Hohenburgerberges am Eingang zum Hageltal, einem rechten Seitental der Ehn. Die zweiteilige Anlage innerhalb der sogenannten „Heidenmauer“ gehört zu einer Gruppe von insgesamt neun Burgen in einem Gebiet von wenigen Quadratkilometern rund um den Odilienberg, darunter Birkenfels, Dreistein und Kagenfels. Erreichbar ist die Ruine auf Wanderwegen vom Kloster Odilienberg im Südosten, von Klingenthal im Nordosten und aus dem Ehntal im Westen.

## Geschichte
Das Hagelschloss wird nach dem Baubefund auf das späte 12. Jahrhundert datiert. Die Wehranlage dürfte etwa gleichzeitig mit der unweit gelegenen, 1200 ersterwähnten Burg Landsberg von staufischen Ministerialen zur Kontrolle der Reichsgüter um Rosheim und des unter staufischem Schutz stehenden Klosters Hohenburg gegründet worden sein. 1256 wird mit der Nennung eines sonst unbekannten Rüdiger von Waldisberc die Existenz der Burg Waldsberg auf dem Boden des Klosters erwiesen. 1359, und vielleicht schon 1260/62, gehörte sie  mit dem wohl im 15. Jahrhundert abgegangenen Dorf Hohenburgwiller als Zubehör den miteinander verwandten Familien Beger und Murnhart. 1377 wohnte dort zeitweilig Ludwig von Amoltern. Um 1400 besaßen die Geschlechter Rathsamhausen und Erbe je die Hälfte der Burg. Walter Erbe, der schwere Konflikte mit Straßburg hatte, überfiel 1405 Vertreter der Stadt und setzte sie auf Waldsberg fest. Daraufhin belagerten die Straßburger 1406 die Burg, eroberten und zerstörten sie. Die Ruine wurde nicht wieder aufgebaut, ihr ursprünglicher Name geriet über die Jahrhunderte in Vergessenheit. Erst Johann Gottfried Schweighäuser und Adam Walther Strobel identifizierten die vom Volksmund inzwischen „Hagelschloss“ genannte Ruine im 19. Jahrhundert mit der urkundlich erwähnten Burg Waldsberg. Die stark einsturzgefährdete Ruine befindet sich in Privatbesitz; sie steht nicht unter Denkmalschutz.

## Anlage
Das Hagelschloss besteht aus zwei offenbar selbstständigen Teilburgen. Ein erster Halsgraben trennt die Vorburg vom Bergmassiv. Eine Rampe führt zum Eingang, der im Südwesten liegt. Dabei steht ein Mauerstück aus Buckelquadern des späten 13. oder frühen 14. Jahrhunderts. Sonst ist von der Ringmauer der Vorburg wenig erhalten. Ein breiter, tiefer Graben mit getreppter Sohle trennt Vor- und Hauptburg, was eine direkte Verbindung zwischen beiden auszuschließen scheint. Auf der Ostseite, unter der Spitze des Felssporns, vermittelt eine zweite Vorburg den Zugang zur Hauptburg, wo ein länglicher Wohnbau hinter einer Ringmauer aus Buckelquadern des späten 12. Jahrhunderts stand. Erhalten ist hier vor allem ein großer, über einen tiefen Felseneinschnitt gespannter, in glatten Quadern gemauerter Bogen (ähnlich der Oberburg von Girbaden), von Fels zu Fels.